# الرحبة (صعفان)

تعديل مصدري - تعديل

الرحبة هي إحدى قرى عزلة مدول بمديرية صعفان التابعة لمحافظة صنعاء، بلغ تعداد سكانها 512 نسمة حسب تعداد اليمن لعام 2004.